# Henry Smith (athlétisme)
Pour les articles homonymes, voir Henry Smith.
Henry Smith (né le 9 avril 1996) est un athlète australien, spécialiste du saut en longueur.
Le 9 février 2019, il établit à Canberra son record personnel en 8,06 m, mesure qui le qualifie pour les Championnats du monde à Doha. Le 26 juin 2019, il remporte la médaille d’or lors des Championnats d'Océanie à Townsville, avec 7,91 m.